# Need Your Loving Tonight
«Need Your Loving Tonight» — песня английской рок-группы Queen с альбома The Game. Написана Джоном Диконом. Песня вышла в качестве сингла с песней «Rock It (Prime Jive)» на стороне «Б» в Аргентине, Канаде, Японии, США и Новой Зеландии.

## Песня
На песню оказала влияние музыка группы The Beatles, даже название песни взято из их композиции «Eight Days a Week», где есть слова «Ooo I need your love». На концертах бэк-вокал песни исполнял барабанщик Роджер Тейлор, а на рояле играл Фредди Меркьюри. Однако в студийной версии песни этих партий нет.